# 弗雷诺-蒙舍夫勒伊
弗雷诺-蒙舍夫勒伊（法語：Fresneaux-Montchevreuil，法語發音：[fʁeno mɔ̃ʃəvʁœj]）是法国瓦兹省的一个旧市镇，位于该省西南部，属于博韦区。

## 地理
弗雷诺-蒙舍夫勒伊（49°16'51"N, 2°0'11"E）面积11.18 平方千米，位于法国上法蘭西大區瓦兹省，该省份为法国北部内陆省份，北起索姆省，西接厄尔省和滨海塞纳省，南至塞纳-马恩省和瓦兹河谷省，东临埃纳省。
与弗雷诺-蒙舍夫勒伊接壤的市镇（或旧市镇、城区）包括：巴希维莱尔、博蒙莱诺南、勒梅尼勒泰里比、普伊、瑟诺、莱欧塔利康。
弗雷诺-蒙舍夫勒伊的时区为UTC+01:00、UTC+02:00（夏令时）。

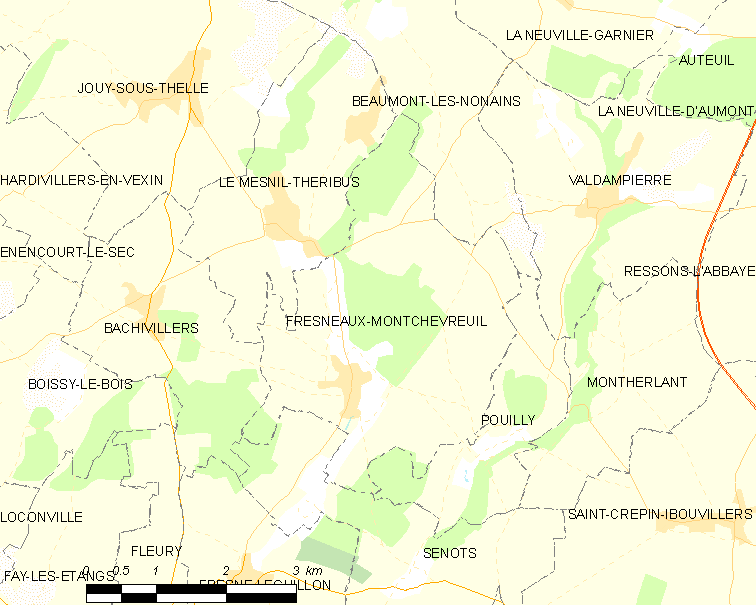
弗雷诺-蒙舍夫勒伊的OSM定位图

## 行政
弗雷诺-蒙舍夫勒伊的邮政编码为60240，INSEE市镇编码为60256。

## 政治
弗雷诺-蒙舍夫勒伊所属的省级选区为韦克桑地区肖蒙县。

## 人口

1962-2008年间弗雷诺-蒙舍夫勒伊人口变化图示

弗雷诺-蒙舍夫勒伊于2018年1月1日时的人口数量为755人。